# Luanda (provincie)
Luanda is de provincie van Angola waarin zich ook de hoofdstad van Angola, Luanda, bevindt. Luanda is tevens de provinciehoofdstad en de grootste stad van het land. De provincie is gelegen aan de noordkust van Angola en wordt volledig omgeven door de provincie Bengo welke in 1985 van Luanda werd afgescheiden.

## Gemeenten
- Luanda
- Cacuaco
- Viana
- Cazenga
- Ingombota
- Kilamba

- Kiaxe
- Maianga
- Rangel
- Samba
- Sambizanga

## Economie
De landbouw in de provincie Luanda brengt cassave, palmolie en bananen voort.
Grondstoffen uit de regio zijn aardolie die een belangrijke bron van inkomsten is, fosfaten, kalksteen en asfalt.
Belangrijke industrietakken zijn de staalindustrie, olieraffinage, bouwmaterialen, textiel, lederwaren en schoenen.